# Ullinulla
Ullinulla var ett humorprogram i Sveriges Radio P3 under 2007. Programledare var Ulrika Hultman, Lina Lönnberg, Ulla Tanggaard, Linda Svedborg och Mathias Henning. Programmet sändes på lördagar mellan klockan 16.03 och 18.00 från januari till oktober 2007 och producerades av Widewox.